# 非诚勿扰3
《非诚勿扰3》（英語：If You are the One III）是2023年12月30日在中国大陆上映的科幻爱情喜剧片，导演和编剧是冯小刚，主演葛优、舒淇、范伟、李诚儒、岳云鹏、常远，讲述了秦奋和梁笑笑在2031年的恋爱故事。

## 演员
- 葛优 出演 秦奋
- 舒淇 出演 笑笑
- 范伟 出演 老范
- 李诚儒 出演 大导
- 岳云鹏 出演 承儒
- 常远 出演 建国
- 姚晨 出演 芒果
- 关晓彤 出演 川川
- 虞书欣 出演 朱迪
- 邬逸聪 出演 邬桑

## 曲目
| 曲序 | 曲目                   |        | 作曲   | 歌手   |
| ---- | ---------------------- | ------ | ------ | ------ |
| 1.   | 《非诚勿扰》（主题曲） | 郭栋楠 | 唐汉霄 | 单依纯 |
| 2.   | 《思信》（片尾曲）     | 梁芒   | 马上又 | 毛不易 |